# Runenstein von Grindheim

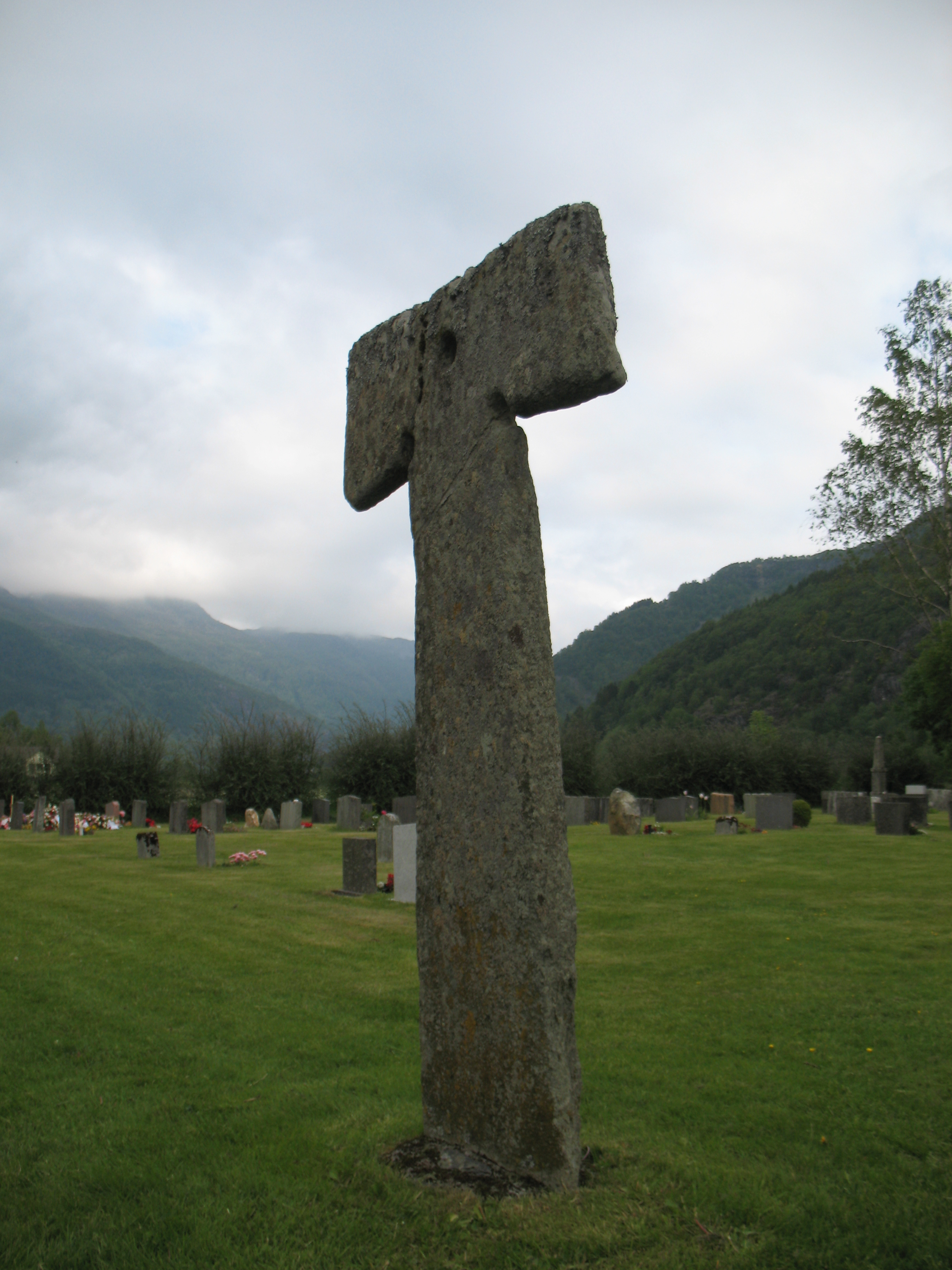
Steinkreuz von Grindheim

Der Runenstein von Grindheim steht an der Grindheimer Kirche östlich von Etne im Fylke Vestland in Norwegen.
Gegen die Kirchenmauer der Grindheimer Kirche gelehnt, steht ein etwa 3,75 Meter hoher, 1,0 Meter breiter und 20 cm dicker Runenstein. Er wurde in der Mauer der Kirche gefunden und stammt ursprünglich von einem der benachbarten Bauernhöfe. Als die alte Kirche umgebaut wurde, wurde der Stein herausgenommen und an der Wand der neuen Kirche aufgestellt, wo er mit Eisenbändern befestigt ist.
Der Runenstein hat eine fast poliert wirkende Oberfläche. Die Runeninschrift im jüngeren Futhark verläuft von oben nach unten entlang der Schmalseite des Steins. Sie stammt aus dem Jahr 1000 bis 1050 n. Chr. und lautet: „Tormod errichtete diesen Stein in Erinnerung an Tormod Svidande, seinen Vater“. Der Name „Svidande“ ist wahrscheinlich ein Spitzname und bedeutet so viel wie „der, der brennt“.
Das alte Steinkreuz von Grindheim  (norwegisch Grindheimkrossen) wurde im Garten eines nahen Bauernhofes gefunden und an der Kirche aufgestellt. Das Kreuz stammt aus der Zeit um 1100 n. Chr., ist etwa zwei Meter hoch und hat glatte Seiten. Das abgebrochene Oberteil wurde nicht gefunden, so dass es nun die Form eines Taukreuzes hat.